# Камышовка-барсучок
Камышовка-барсучок (лат. Acrocephalus schoenobaenus) — вид птиц семейства Acrocephalidae. Подвидов не выделяют.

## Описание
Камышовка-барсучок достигает длины примерно 13 см и массы от 8,1 до 17,9 граммов, размах крыльев от 17 до 21 см. Верхняя сторона коричневого цвета с серым рисунком, нижняя сторона желтоватого цвета. У маленькой птицы белёсое горло и острый клюв. У неё светло-серые брови и чёрная шапочка. Самец и самка имеют одинаковую окраску. Призыв звучит как «чек» и «щррр».

## Распространение
Камышовка-барсучок обитает в густом камыше и прибрежном кустарнике, на болотах, влажных лугах и возделываемых полях. Она встречается почти во всей Европе с апреля по октябрь. Места ее зимовок находятся к югу от Сахары в Африке. Время отлёта и направление перелета определяются врожденными способностями. Чтобы хорошо перенести примерно 6 000 км ночного полёта, птица накапливает жировые запасы. 

## Питание
Камышовка-барсучок питается насекомыми, пауками, мелкими моллюсками и ягодами.

## Размножение
Половая зрелость наступает через один год. Основной период инкубации с мая по июль. Гнездо строится низко над землей в густой растительности. Самка откладывает от 4 до 6 яиц. Яйца насиживают попеременно оба партнёра от 12 до 14 дней. Молодые птицы становятся самостоятельными через 10—12 дней.